# Церковь Архангела Михаила (Тыргу-Муреш)
Церковь Архангела Михаила (рум. Biserica Sfântul Arhanghel Mihail) — православный храм архиепархии Алба-Юлии Румынской православной церкви в городе Тыргу-Муреш в Румынии. Церковь входит в список исторических памятников Румынии ( MS-II-m-A-15496).
В 1761 году православные верующие Тыргу-Муреша были оставлены без церкви, так как православный храм, построенный за средства купца Андрея Греку был передан униатам. В течение 30 лет православные Тыргу-Муреша были вынуждены посещать богослужения в селе Санкраю-де-Муреш, не имея собственной церкви.
Новый православный храм был построен в 1793—1794 годах. Землю для постройки церкви приобрёл купец Хаджи Стоян Константин. Среди основателей были также: Герог Ласло, Стоян Енаке, Сабо Раду, Молдаван Януш, Букур Деметер, Сабо Деметер, Кадар Деметер и протоиерей Василе Пантя. В 1814 году церковь была расписана художниками Николае Попой и Василе Баном. Некоторые фрески уступают в качестве и, скорее всего, были написаны ранее неизвестным художником.
В 1866 году поэт Михай Эминеску, во время своего пребывания в Тыргу-Муреше, ночевал на крыльце этой церкви, что вдохновило его на написание одного из произведений. Церковь является достопримечательностью города и редко используется по назначению.